# Lamprosema didasalis
Lamprosema didasalis là một loài bướm đêm trong họ Crambidae.